# Charles Mill Lake
Der Charles Mill Lake ist ein Stausee im Zentrum des US-Bundesstaates Ohio und befindet sich an der Grenze der Countys Ashland und Richland. Der See liegt am Black Fork Mohican River und ist insbesondere bei Einheimischen für Freizeitaktivitäten wie Bootfahren, Angeln, Campen, Jagen und Wandern beliebt. Oft wird er auch „Mifflin Lake“ genannt, da er sich in der Nähe der kleinen Ortschaft Mifflin befindet.

## Geschichte
Die Umgebung des Charles Mill Lake war im frühen 19. Jahrhundert Schauplatz mehrerer Konflikte zwischen Siedlern und amerikanischen Ureinwohnern, insbesondere während des Kriegs von 1812. Bei Angriffen nach der zwangsweisen Umsiedlung der Pekowi aus Greentown wurden mehrere Siedler getötet. Dazu zählen die sogenannte „Zimmer Massacre“, bei der Familie Zimmer und ein Nachbar ums Leben kamen, und wenige Tage später die „Copus Massacre“, in der James Copus und drei Milizionäre bei der Verteidigung ihres Hauses starben. Entsprechende Gedenksteine und Schautafeln zu diesen Ereignissen finden sich am See.
Der Name des Sees geht zurück auf J. Charles, der früher eine Sägemühle in der Gegend betrieb.

## Charles Mill Dam
Der Charles Mill Dam befindet sich am Black Fork Mohican River, rund 16 km östlich von Mansfield und etwa ebenso weit südwestlich von Ashland. Er wurde in den Jahren 1935 bis 1936 von der U.S. Army Corps of Engineers erbaut und dient hauptsächlich dem Hochwasserschutz. Gleichzeitig wird der Stausee für Freizeitnutzung, Fischerei und Naturschutz genutzt.
Der Damm ist ein sogenannter Erdschüttdamm mit einem wasserundurchlässigen Kern aus Ton. Er ist etwa 15 m hoch, 424 m lang und 6 m breit. Zusätzlich zum Damm gibt es zwei Deiche und einen Schutzwall, die das Wasser aus dem Einzugsgebiet von etwa 557 km² zurückhalten können. Zur Regulierung des Wasserstands verfügt der Damm über fünf Schleusen und zwei Hochwasserüberläufe.
Im Normalfall wird der See im Sommer auf einen Wasserstand von etwa 9,4 m gehalten, was eine Oberfläche von ca. 5,5 km² ergibt und das Wasser rund 8,4 km flussaufwärts staut. Bei maximaler Hochwasserkapazität kann die Seefläche auf bis zu 24,5 km² anwachsen und den Black Fork auf etwa 31,9 km Länge aufstauen.